# Commissione dei trasporti e delle telecomunicazioni del Consiglio degli Stati
La  Commissione dei trasporti e delle telecomunicazioni del Consiglio degli Stati CTT-S (in tedesco Kommission für Verkehr und Fernmeldewesen des Ständerates KVF-S, in francese Commission des transports et des télécommunications du Conseil des Etats CTT-S, in romancio Cumissiun per traffic e telecommunicaziun dal Cussegl dals chantuns CTT-S) è una commissione tematica del Consiglio degli Stati della Confederazione elvetica. È composta da 13 membri, di cui un presidente e un vicepresidente. È stata istituita il 25 novembre 1991.

## Funzione
La commissione si occupa dei seguenti temi:
- Traffico ferroviario
- Traffico stradale
- Aviazione civile
- Navigazione
- Telecomunicazioni
- Servizio pubblico (servizio universale e regolamentazione del mercato)
- Media e pluralità mediatica
- Imprese parastatali (FFS, La Posta, Swisscom, Skyguide, SSR)
- Sorveglianza della corrispondenza postale e del traffico delle telecomunicazioni